# Fakeer
Fakeer je energetický nápoj vyrobený z čistých přírodních surovin, bez přidání chemických látek či konzervantů. Jeho výrobcem je stejnojmenná pražská společnost a na trh je dodáván od roku 2012. Nápoj se prodává v charakteristických PET lahvích o obsahu 370 mililitrů, které mají tvar zdviženého prostředníčku. Vlastní limonáda je složena z pramenité vody, zázvorových, Yerba maté a guarana extraktů, dále obsahuje cukr a citronové šťávy a trávy.
Název nápoje se objevuje v pojmenování projektu „Fakeer Healing Temple“, který sdružuje maséry a bodyworkery. K podpoře prodeje nápoje je využíván upravený automobil Hummer H1 a společnost současně podporuje také českého závodníka na silničních motocyklech Michala Dokoupila.